# Amauta (revista)
Amauta fue una revista cultural peruana fundada y dirigida por José Carlos Mariátegui. Su primer número apareció en septiembre de 1926 y se erigió como la revista de avance y renovación de la generación vanguardista (respecto al arielismo, ya en decadencia en la década de los años 1920). La revista provino sobre su precedente inmediato, el proyecto nunca realizado de “Vanguardia. Revista semanal de renovación ideológica. Voz de los nuevos tiempos” publicación la estaba planificando en “co-dirección” entre Mariátegui y Félix del Valle. Su tiraje fluctuaba de los 3500 a los 4000 ejemplares por número. Si bien era un tiraje importante en comparación de muchas revistas de su tiempo, gran parte de estos eran enviados a modo de canje o como obsequio a los colaboradores de la revista; por lo tanto, se puede inferir que la recaudación monetaria no se vería reflejada necesariamente según la cantidad de ejemplares impresos.

## Colaboradores
Escribieron en calidad de colaboradores y corresponsales connotadas plumas de intelectuales peruanos representantes de un pensamiento vanguardista. Desde el sur colaboraron Luis E. Valcárcel (Cusco), Alejandro Peralta y Luis de Rodrigo (Puno), Miguel Ángel Urquieta y César Atahualpa Rodríguez (Arequipa) Ramiro Pérez Reinoso (Tacna). Desde la costa norte hicieron lo propio Enrique López Albújar y Luciano Castillo Colonna (Piura), Alcides Spelucín, Antenor Orrego y Carlos Manuel Cox (La Libertad). Desde el exilio colaboró como corresponsal en Europa, Víctor Raúl Haya de la Torre, fundador de la Alianza Popular Revolucionaria Americana (APRA).
En sus páginas publicaron intelectuales y escritores internacionales como Marinetti, Borges, Unamuno, Breton y Alberto Hidalgo. Fue la difusora de muchas nuevas corrientes de pensamiento europeo en el Perú, como el psicoanálisis, cubismo, la nueva narrativa rusa y de forma paradigmática, el indigenismo.

## Accionariado difundido
La revista tuvo un alcance nacional e internacional. Se publicaron 32 números.
También con Amauta se tentó un esquema de accionariado difundido en forma de contribuciones que fue, junto con la publicidad y el grupo de suscriptores “Amigos de Amauta”, la base de su economía. Sus treinta y dos ejemplares pueden considerarse como un hito editorial en las revistas de la época en América Latina, muchas de las cuales, a diferencia de Amauta, tenían corta vida y limitada circulación. Amauta fue una clara representación de la realidad peruana, algo posible gracias a Mariátegui.

## Detalle gráfico
La portada del primer número de Amauta, aparecido en septiembre de 1926, resumía el tránsito del proyecto editorial imaginado por Mariátegui hacia una idea local de las vanguardias. José Sabogal, el artista responsable de esa carátula y del programa gráfico integral de la revista, había sido quien sugirió el nombre y quien además contribuyó a conducir el interés de Mariátegui hacia los debates del indigenismo surandino.
Con la excepción del retrato de José Guadalupe Rodríguez por Diego Rivera, publicado como homenaje al asesinado líder comunista en junio de 1929, las pocas tapas que no ilustró Sabogal mismo fueron encargadas a Julia Codesido, su alumna en la Escuela Nacional de Bellas Artes, quien lo reemplazó en la producción gráfica de Amauta durante su viaje a Montevideo y Buenos Aires entre mayo y noviembre de 1928. La participación de los principales exponentes del Indigenismo marcan a este movimiento como la identidad gráfica de la revista, establecida desde su primer número.